# 15169 Wilfriedboland
15169 Wilfriedboland este un asteroid din centura principală de asteroizi.

## Descriere
15169 Wilfriedboland este un asteroid din centura principală de asteroizi. A fost descoperit pe 24 septembrie 1960 la Observatorul Palomar de Cornelis Johannes van Houten, Ingrid van Houten-Groeneveld și Tom Gehrels. Asteroidul prezintă o orbită caracterizată de o semiaxă mare de 3,02 ua, o excentricitate de 0,07 și o înclinație de 1,9° în raport cu ecliptica.